# ده‌نو (بیرجند)
روستای ده‌نو، روستایی است در دهستان باقران از توابع بخش مرکزی شهرستان بیرجند، واقع در استان خراسان جنوبی که بر اساس سرشماری سال ۱۳۸۵ مرکز آمار ایران، جمعیت آن بالغ بر ۴۴۲ نفر بوده‌است.